# 美丽巨口魚
美丽巨口魚（学名：Stomias lampropeltis）为輻鰭魚綱巨口鱼目巨口鱼科的其中一種。分布於東大西洋區，從茅利塔尼亞至納米比亞海域，為深海魚類，體長可達29.7公分。

## 扩展阅读
維基物種上的相關：美丽巨口魚